# Константінос Генідуніас
Константінос Генідуніас (3 травня 1993) — грецький ватерполіст.
Срібний медаліст Олімпійських Ігор 2020 року, учасник 2016 року.
Призер Чемпіонату світу з водних видів спорту 2015, 2022 років.